# Март Кульдкепп
Март Кульдкепп (ест. Mart Kuldkepp; нар. 1983) — естонський скандинавіст, історик та перекладач. Доктор філософії (2014). Доцент кафедри скандинавської історії та політики факультету мистецтв і гуманітарних наук Університетського коледжу Лондона, де викладає курс «Нейтралітет і нейтральні держави» з 2016 року. Член Естонського наукового товариства та Естонського студентського товариства «Veljesto».

## Життєпис
З 2011 по 2015 рік Март Кульдкепп працював на різних посадах кафедри скандинавістики Тартуського університету, в тому числі завідувачем кафедри та програмним директором.
2014 року в Тартуському університеті захистив докторську дисертацію на тему «Естонія тяжіє до Швеції: скандинавська ідентичність та активістський регіоналізм у Першій світовій війні».
Основними темами дослідження Марта Кульдкеппа є політичні та культурні контакти Естонії та Скандинавії у ХХ столітті, питання нордичної ідентичності естонців, давньоскандинавська література та культура. 
Март Кульдкепп брав участь у дослідженні Александра Кескюли, за що був нагороджений у 2015 році премією «Emerging Scholar Award» Міжнародної асоціації сприяння балтійським дослідженням.
Він викладає також у Школі європейських мов, культури та суспільства Центру мультидисциплінарних та міжкультурних досліджень кафедри скандинавістики Університетського коледжу Лондона.

## Доробок
Деякі публікації
- Baltic crisis: Nordic and Baltic countries during the end stage of the Cold War. (2022)
- Dokument kõneleb. Tunnustus Eesti Töörahva Kommuunile. (2022)
- Eesti diplomaatilise esinduse küsimus ja Ameerika väliseestlased. (2022)
- Eesti lobby ja avalik diplomaatia Ameerika Ühendriikides, 1918–1922. (2022)
- German propaganda and the special treatment of Estonian prisoners of war in Germany in World War I. (2022)
- The Estonian Swedish National Minority and the Estonian Cultural Autonomy Law of 1925. (2022)
- Vähemusrahvuste küsimus Eesti riikluse tekke- ja algusperioodil. (2022)
- The Political Choices and Outlooks of the Estonian Swedish National Minority, 1917-1920. (2021)
- Eesti Vabariik astub maailmapoliitikasse. 100 aastat Eesti liitumisest Rahvasteliiduga. (2021)
- Brexit and the Future of the European Union. (2021)
- 100 aastat Skandinaavia maade tunnustusest Eesti iseseisvusele. (2021)
- Ühe vaimuaadlisugu isiku lugu. Mart Laar. Hoia Ronk. Ühe konservatiivi elukaar. (2021)
- Eestlased ja „eestlase vaenlased“. Survemeetmed baltisakslaste ja nende poolehoidjate vastu Eesti Vabadussõja ajal. (2019)
- National Revanchism at a Critical Juncture: Sweden's Near-Involvement in the Crimean War as a Study in Swedish Nationalism. (2019)